# Westham
Westham è un paese di 5 829 abitanti della contea dell'East Sussex, in Inghilterra.